# 柏木りさこ

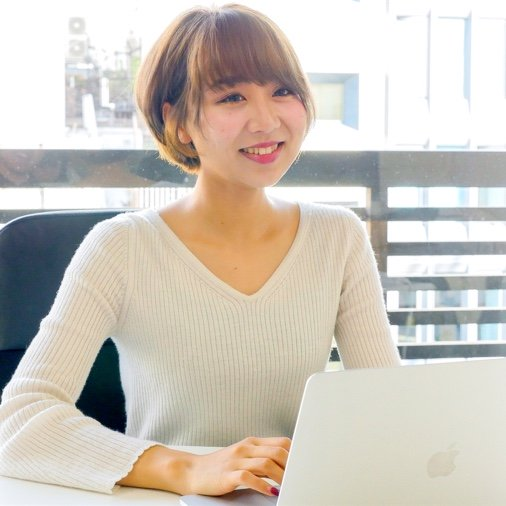
柏木りさこ

柏木 りさこは、Webメディア『マッチングアプリなび』編集長。既に退社済み。双子。

## 来歴
鹿児島県出身。

## 出演

### Web
- ウレぴあ総研 2019年8月より恋愛コラムニストとして掲載
- 専門家プロファイル 2019年9月
- AM 2020年2月

### 雑誌
- 東京ウォーカー 2019年8月号 週刊SPA! 2020年2月
- 週刊SPA! 2020年2月